# شتابسبوتسمان
| Stabsbootsmann                                                  |                    |  |
| \| \| \| \| \| لوحة الكتف / عنوان الكفة / حلقة التركيب \| \| \| |                    |  |
| رتبة شارة                                                       | رتبة NCO الألمانية |  |
| المقدمة                                                         | 1955               |  |
| مجموعة الرتب                                                    | ضابط صف            |  |
| القوات البحرية                                                  | شتابسبوتسمان       |  |
| الجيش / القوات الجوية                                           | Stabsfeldwebel     |  |
| ما يعادلها في حلف الناتو <br id="mwPg">                         | OR-8               |  |
| الجيش / البحرية                                                 | - رقيب أول - رقيب  |  |
| القوات الجوية                                                   | رقيب أول ماستر     |  |
|                                                                 |                    |  |
| لوحة الكتف / عنوان الكفة / حلقة التركيب                         |                    |  |

شتابسبوتسمان ( StBtsm أو SB ) هي ثاني أعلى رتبة من رتب ضباط الصف في البحرية الألمانية. تقع الرتبة تحت تصنيف OR8 في حلف الناتو، أي ما يعادل رقيب أول.
فيما يلي تسلسل الرتب (من أعلى إلى أسفل) في تلك المجموعة بالذات:
- أو-9: أوبرشتابسبوتسمان / Oberstabsfeldwebel
- أو-8: Stabsbootsmann / شتابسفيلدفيبل
- أو-7: هاوبتبوتسمان / هاوبتفيلدڤيبل
- أو-6a: أوبربوتسمان / أوبرفيلدفيبل
- أو-6b: بوتسمان / فيلدفيبل

أنظر أيضا

## يعادلها في دول الناتو الأخرى
أنظر أيضا

- Boatswain (de: Bootsmann ): Stabsoberbootsmann (كبار موظفي Boatswain )
- Steersman (de: Steuermann): Stabsobersteuermann (كبير الموظفين Steeringman)
- Engineman (de: Maschinist): Stabsobermaschinist (كبير موظفي الإدارة)